# Gonorynchus forsteri
Gonorynchus forsteri is een straalvinnige vissensoort uit de familie van zandvissen (Gonorynchidae). De wetenschappelijke naam van de soort is voor het eerst geldig gepubliceerd in 1911 door Ogilby.